# San Paolo Cervo
Pour les articles homonymes, voir Cervo.
San Paolo Cervo est une ancienne commune italienne, hameau (ou frazione) de la commune de Campiglia Cervo, de la province de Biella dans le Piémont, située dans le nord de l'Italie.

## Administration
| Période                                  | Période  | Identité        | Étiquette | Qualité |
| ---------------------------------------- | -------- | --------------- | --------- | ------- |
| 14 juin 2004                             | En cours | Maurizio Piatti |           |         |
| Les données manquantes sont à compléter. |          |                 |           |         |

### Hameaux
- località : Riabella, Driagno, Magnani, Piana, Bariola, Oretto, Mortigliengo, Mazzucchetti, Bele
- nuclei : Naiasco, Mulino Pianelli, Asmara, Santa Maria, San Giovanni, Orio delle Vigne

### Communes limitrophes
Andorno Micca, Biella, Campiglia Cervo, Quittengo, Sagliano Micca